# Villa Magda
De Villa Magda is een historisch gebouw op de Houthalenseweg 9 (voormalige Steenweg op Berkenen) in de Belgische gemeente Zonhoven.
Villa Magda werd gebouwd in opdracht van Jules Peeters, de toenmalige huisarts van Zonhoven.
Villa Magda deed tijdens de Tweede Wereldoorlog zowel dienst als commandopost van het Duitse leger alsook gedurende 88 dagen (van 12 november 1944 tot 7 februari 1945) als hoofdkwartier van de Britse generaal Montgomery. Het is vanuit de Villa Magda dat Montgomery de geallieerde troepen coördineerde tijdens het Ardennenoffencief.
Anno 2022 huist er een advocatenkantoor.